# 馬薩革泰人

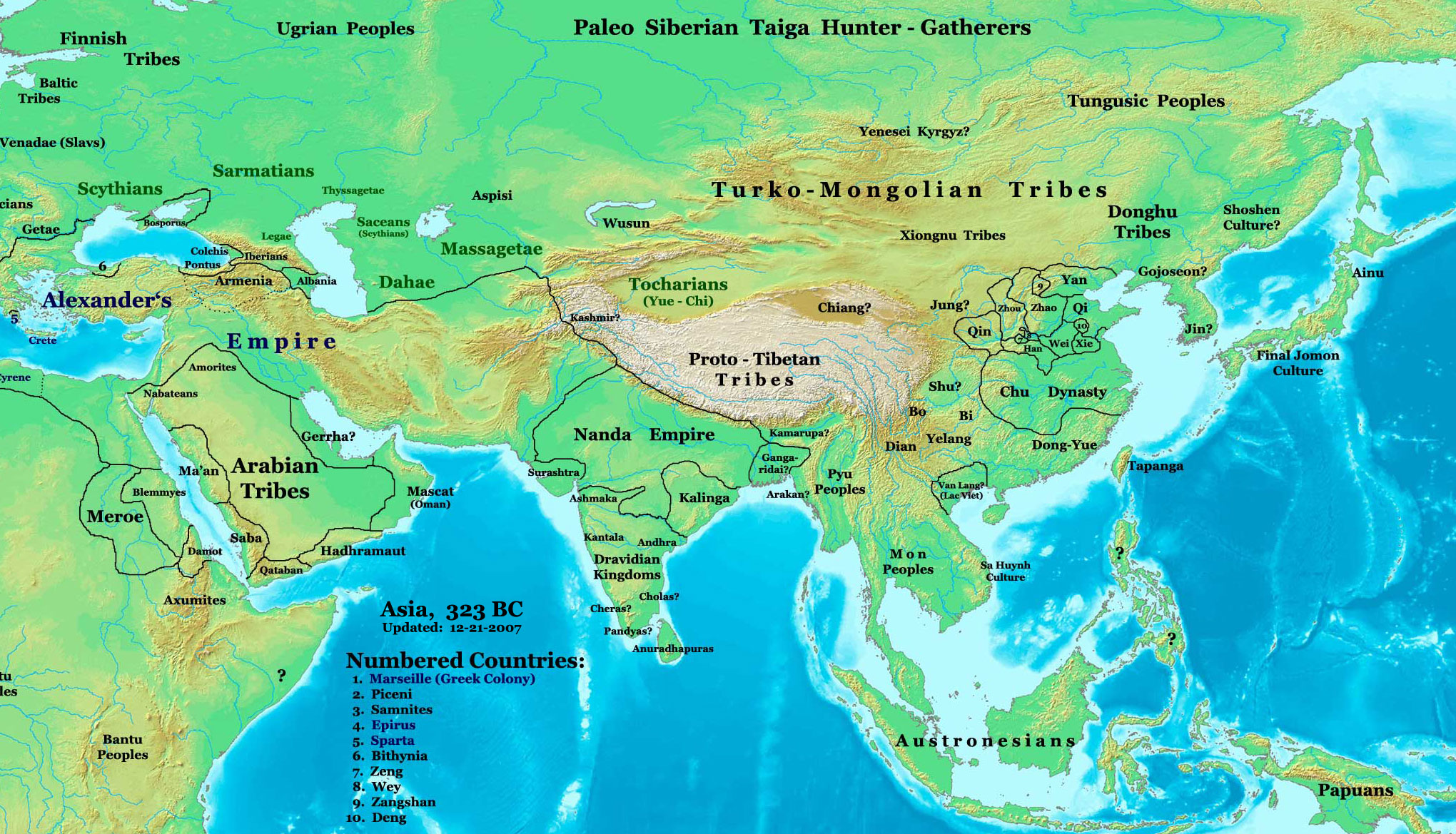
公元前323年的亚洲，顏色部分顯示位於今日中亞地區的馬薩革泰。

馬薩革泰族或馬薩革泰人 （羅馬化：Massagetai）是一支古伊朗東部的遊牧民族，居住在中亞里海東部的大草原，即今土庫曼、阿富汗、烏茲別克西部以及哈薩克南部地區。他們主要是從古希臘作家希羅多德的著作聞名。從各遺址推斷，馬薩革泰人會隨地域不同而分別從事農耕或遊牧。据历史记载，波斯君主居鲁士就是被马萨革泰人女首领托米丽司所杀。

## 習俗
根據希羅多德所寫：
|  | [1.216] 他們實行一妻多夫制。此外，他們對待老人也有特別的習俗。如果一個老人活到很大年紀，家人會選擇某日，與他的族人集合起來，把他連同家畜一同屠殺，然後煮他跟家畜的肉，大排宴席，隆重慶祝老人生命的結束，他們認為這才是對死者最高的幸福。相反如果老人是病死的，非被吃掉而被埋在土裡，他們覺得這是不幸。牛奶是他們主要的飲料。他們只崇拜太陽為神，並獻上馬肉做為奉獻。 |

## 外部連結
- Herodotus Histories （页面存档备份，存于）
- Ammianus Marcellinus （页面存档备份，存于）